# Liste de ponts d'Ouzbékistan
Cette liste de ponts d'Ouzbékistan a pour vocation de présenter une liste de ponts remarquables d'Ouzbékistan, tant par leurs caractéristiques dimensionnelles, que par leur intérêt architectural ou historique.
Elle est présentée sous forme de tableaux récapitulant les caractéristiques des différents ouvrages proposés, et peut-être triée selon les diverses entrées pour voir ainsi un type de pont particulier ou les ouvrages les plus récents par exemple. La seconde colonne donne la classification de l'ouvrage parmi ceux présentés, les colonnes Portée et Long. (longueur) sont exprimées en mètres et enfin Date indique la date de mise en service du pont.

## Ponts présentant un intérêt historique
|                    |   | Nom                           | Distinction | Long. | Type                      | Voie portée Voie franchie | Date | Localisation | Province               | Ref.  |
| ------------------ | - | ----------------------------- | ----------- | ----- | ------------------------- | ------------------------- | ---- | ------------ | ---------------------- | ----- |
| Zeravchan Aqueduct | 1 | Pont-aqueduc sur le Zeravchan |             |       | Maçonnerie Arches brisées | Aqueduc Zeravchan         | 1502 | Samarcande   | Province de Samarcande | [ 1 ] |

## Grands ponts
Ce tableau présente les grands ouvrages d'Ouzbékistan (liste non exhaustive).
|                                          |   | Nom                                      | Portée | Long. | Type           | Voie portée Voie franchie           | Date | Localisation                                       | Province                   | Ref.  |
| ---------------------------------------- | - | ---------------------------------------- | ------ | ----- | -------------- | ----------------------------------- | ---- | -------------------------------------------------- | -------------------------- | ----- |
|                                          | 1 | Pont-pipeline de l'Amou-Daria            | 390    | 390   | Suspendu Acier | Pipeline 1 voie routière Amou-Daria | 1964 | Lebap - Danisher 41° 03′ 47″ N, 61° 53′ 56,9″ E    | Khorezm Turkménistan       |       |
| Afghanistan–Uzbekistan Friendship Bridge | 2 | Pont de l'Amitié Afghanistan-Ouzbékistan |        | 816   | Treillis Acier | Amou-Daria                          | 1982 | Termez - Hairatan 37° 13′ 44,9″ N, 67° 25′ 39,6″ E | Sourkhan-Daria Afghanistan | [ 2 ] |